# Priva lappulacea
Espèce
Classification APG IV (2016)
Synonymes
- Priva echinata Juss.
- Priva lappulacea fo. albiflora Moldenke
- Verbena lappulacea L. - Basionyme[2]

Priva lappulacea, espèce type du genre Priva, est une plante adventice rudérale pantropicale, appartenant à la famille des Verbenaceae. 
On le connait aux Antilles sous les noms de Kolan, collant-gendarme, Djéri tout [guérit-tout], Zèb a lanjin [herbe-à-angine], Ti klara, Volè poul, Venkatrèr, Jandam, Ti dayi. Les Créole guyanais la nomment vingt quatre heures (nom parfois également donné à Cyanthillium cinereum, Asteraceae),.

## Description
Priva lappulacea est une plante herbacée vivace, parfois décombante à fleurs blanches, bleues, lavande, violettes ou roses. Les fruits de cette plante zoochore sont entourés d'un calice membraneux, couvert de petits poils crochus, s'accrochant facilement au pelage des animaux et aux vêtements.

## Répartition
On rencontre Priva lappulacea du Mexique à l'Argentine en passant par l'Amérique centrale, les Antilles, la Colombie, le Guyana, le Suriname, la Guyane, l'Équateur, le Pérou, le Brésil, la Bolivie et le Paraguay. Cette espèce rudérale pousse dans les zones urbaines, les zones perturbées, depuis le niveau de la mer jusqu'à 500 m d'altitude.

## Utilisations
Les Créoles font de Priva lappulacea, un cataplasme pour soigner les entorses (démissures en créole).
Priva lappulacea est utilisée aux Antilles, pour soigner les maux de gorge, les états grippaux, les diarrhées, coliques, ballonnements, la rétention d'urine, les rhumatismes et les coups.
Elle est employée en Bolivie, pour soigner les morsures de serpent, chez les Tacana.

## Histoire naturelle
En 1775, le botaniste Aublet rapporte ceci, à propos de cette plante, dans son « HISTOIRE DES PLANTES DE LA GUIANE FRANÇOISE » : 

« VERBENA (lappulacea) diandra ; calicibus ſubrotundis, erectiuſculis ; ſeminibus echinatis. Lin. Spec. 28. 
Scorodonia floribus ſpicatis, purpuraſcentibus, pentapetaloïdibus, Sloan. Cat. 66. Hiſt. 1.p.174.t.110.f.1. 

Cette plante ſe trouve aux environs de Loyola dans l'île de Caïenne. »